# Lithobius
Lithobius is een geslacht van duizendpoten uit de familie van de gewone duizendpoten (Lithobiidae).

## Kenmerken
Het langgerekte lichaam bevat 15 segmenten, elk met een paar poten. De kop wordt gesierd met lange draadvormige voelsprieten en laterale ogen. Onder de gewone kaken bevinden zich een stel stevige gifkaken.

## Soorten
- Ondergeslacht Lithobius (Sinuispineus) Chang & Pei & Zhu & Ma, 2020[1]
  - Lithobius (Sinuispineus) minuticornis Chang & Pei & Zhu & Ma, 2020[1]
  - Lithobius (Sinuispineus) sinuispineus Chang & Pei & Zhu & Ma, 2020[1]
- Lithobius aberantus (Matic, 1973)
- Lithobius absoloni (Folkmanová, 1935)
- Lithobius abukumensis (Ishii, 1991)
- Lithobius acuminatus Brölemann, 1892
- Lithobius adriaticus de Preg, 1883
- Lithobius aeruginosus L. Koch, 1862
- Lithobius agilis C.L. Koch, 1847
- Lithobius aidonensis Verhoeff, 1943
- Lithobius alavicus atic, 1959
- Lithobius alenae (Dobroruka, 1980)
- Lithobius alexandrinae Matic & Negrea, 1973
- Lithobius aligherus Manfredi, 1953
- Lithobius allotyphlus Silvestri, 1908
- Lithobius alluaudi Brölemann, 1924
- Lithobius alpinus Heer, 1845
- Lithobius alpinus Matic & Darabantzu, 1971
- Lithobius alticus (Loksa, 1965)
- Lithobius ambulotentus Demange & Serra, 1978
- Lithobius amplinus Farzalieva, 2006
- Lithobius anacanthinus (Matic, 1976)
- Lithobius anaopurnensis Eason, 1993
- Lithobius anderssoni Zapparoli & Simaiakis, 2013
- Lithobius angulatus Eason, 1986
- Lithobius anisanus Verhoeff, 1937
- Lithobius annectus (Chamberlin, 1941)
- Lithobius anophthalmus Matic, 1957
- Lithobius ansyensis Matic, 1973
- Lithobius antipai Matic, 1969
- Lithobius antonellae Zapparoli, 1999
- Lithobius aokii Shinohara, 1972
- Lithobius aostanus Verhoeff, 1934
- Lithobius apfelbecki Verhoeff, 1900
- Lithobius apheles Chamberlin, 1940
- Lithobius araitoensis Takakuwa, 1939
- Lithobius armenicus (Muralevitch, 1926)
- Lithobius asper Muralevitch, 1926
- Lithobius aspersus Attems, 1899
- Lithobius asulcutus Chongzhou, 1996
- Lithobius atkinsoni Bollman, 1887
- Lithobius aureus McNeill, 1887
- Lithobius ausobskii Eason, 1989
- Lithobius australis (Chamberlin, 1944)
- Lithobius austriacus (Verhoeff, 1937)
- Lithobius bayeri (Folkmanová, 1935)
- Lithobius bellulus Chamberlin, 1903
- Lithobius beroni Negrea, 1965
- Lithobius beshkovi (Matic & Stauropulos, 1988)
- Lithobius beulae Chamberlin, 1903
- Lithobius bicolor Takakuwa, 1939
- Lithobius bidens Takakuwa, 1939
- Lithobius bidivisa Takakuwa, 1939
- Lithobius bifidus (Matic, 1973)
- Lithobius biondii Zapparoli, 1999
- Lithobius biporus Silvestri, 1894
- Lithobius bispinosus Silvestri, 1936
- Lithobius biunguiculatus Loksa, 1947
- Lithobius blanchardi Léger & Duboscq, 1903
- Lithobius blascoi Eason, 1991
- Lithobius bolognai Zapparoli, 1991
- Lithobius boluensis (Matic, 1983)
- Lithobius borealis Meinert, 1868
- Lithobius borisi Verhoeff, 1928
- Lithobius bostryx Brölemann, 1897
- Lithobius brandensis Verhoeff, 1943
- Lithobius brandtii Sseliwanoff, 1881
- Lithobius brignolii (Matic, 1970)
- Lithobius brusteli Iorio, 2015
- Lithobius buakheriacus Zapparoli, 1985
- Lithobius bullatus Eason, 1993
- Lithobius bursaensis (Matic, 1983)
- Lithobius burzenlandicus Verhoeff, 1931
- Lithobius buxtoni Brölemann, 1921
- Lithobius caecigenus (Miyosi, 1956)
- Lithobius calcaratus C.L. Koch, 1844
- Lithobius canaliculatus Murakami, 1963
- Lithobius canaricolor Farzalieva, 2006
- Lithobius canariensis Eason, 1992
- Lithobius caninensis Muralevitch, 1906
- Lithobius carinatus L. Koch, 1862
- Lithobius carinipes (Ishii & Yahata, 1997)
- Lithobius cassinensis Verhoeff, 1925
- Lithobius castaneus Newport, 1844
- Lithobius catascaphius (Verhoeff, 1937)
- Lithobius caucasicus Sseliwanoff, 1881
- Lithobius cavernicolus Fanzago, 1877
- Lithobius celer Bollman, 1888
- Lithobius cepeus (Chamberlin, 1940)
- Lithobius cerberulus (Verhoeff, 1941)
- Lithobius cerii Verhoeff, 1943
- Lithobius chalusensis Matic, 1969
- Lithobius chekianus (Chamberlin & Wang, 1952)
- Lithobius chengsiensis (Chamberlin & Wang, 1952)
- Lithobius chibenus (Ishii & Tamura, 1994)
- Lithobius chikerensis Verhoeff, 1936
- Lithobius chosenus (Chamberlin & Wang, 1952)
- Lithobius chumasanus Chamberlin, 1903
- Lithobius circassus Muralevitch, 1907
- Lithobius cockerelli Chamberlin, 1904
- Lithobius colchicus Muralevitch, 1907
- Lithobius coloratus Sseliwanoff, 1881
- Lithobius confusus (Chamberlin, 1952)
- Lithobius consimilis Eason, 1992
- Lithobius corrigendus Dobroruka, 1988
- Lithobius costaricensis Brölemann, 1905
- Lithobius crassipes L. Koch, 1862
- Lithobius crassus (Loksa, 1965)
- Lithobius cretaicus Matic, 1980
- Lithobius creticus Dobroruka, 1977
- Lithobius crypticola Ribaut in Jeannel, 1926
- Lithobius cryptobius Silvestri, 1897
- Lithobius cuklauvus (Chamberlin, 1958)
- Lithobius curtipes C.L. Koch, 1847
- Lithobius cyrtopus Latzel, 1880
- Lithobius dacicus Matic, 1958
- Lithobius decapolitus Matic, Negrea & Prunescu, 1962
- Lithobius decessus Attems, 1901
- Lithobius decodontus Pocock, 1895
- Lithobius decui Matic & Negrea, 1966
- Lithobius degerboeli Eason, 1981
- Lithobius delfossei Iorio & Geoffroy, 2007
- Lithobius delictus (Chamberlin, 1952)
- Lithobius demavendicus Matic, 1969
- Lithobius dentatus C.L. Koch, 1844
- Lithobius derouetae Demange, 1958
- Lithobius deserti Verhoeff, 1908
- Lithobius dieuzeidei Brölemann, 1931
- Lithobius dimorphus Machado, 1946
- Lithobius dobrogicus Matic, 1962
- Lithobius dobrorukai Dányi & Tuf, 2012
- Lithobius doderoi Silvestri, 1908
- Lithobius dogubayazitensis Zapparoli, 1999
- Lithobius domogledicus Matic, 1961
- Lithobius dragani Negrea & Matic, 1973
- Lithobius drescoi Demange, 1958
- Lithobius dudichi Loksa, 1947
- Lithobius dumitrescui Matic & Negrea, 1966
- Lithobius duplus Murakami, 1965
- Lithobius easoni Matic, 1969
- Lithobius egregius Attems, 1938
- Lithobius elbursensis Matic, 1969
- Lithobius electrinus (Verhoeff, 1937)
- Lithobius electus Silvestri, 1935
- Lithobius elegans Sseliwanoff, 1881
- Lithobius eleganus (Shinohara, 1957)
- Lithobius ellipticus Takakuwa, 1939
- Lithobius elongipes (Chamberlin, 1952)
- Lithobius emporus (Chamberlin, 1941)
- Lithobius enans (Chamberlin, 1938)
- Lithobius enghoffi Eason, 1986
- Lithobius entzii Daday, 1889
- Lithobius erdschiasius Verhoeff, 1943
- Lithobius ergus (Chamberlin, 1952)
- Lithobius erraticulus Silvestri, 1917
- Lithobius erratus (Attems, 1938)
- Lithobius erythrocephalus C.L. Koch, 1847
- Lithobius eucnemis Stuxberg, 1875
- Lithobius evae Dobroruka, 1957
- Lithobius evasus (Chamberlin, 1952)
- Lithobius fagei Demange, 1961
- Lithobius fagniezi Ribaut in Jeannel, 1926
- Lithobius fallax Muralevitch, 1906
- Lithobius fangensis Eason, 1986
- Lithobius farzalievae Dányi & Tuf, 2012
- Lithobius fasciatus Muralevitch, 1929
- Lithobius fattigi Chamberlin, 1945
- Lithobius femorisulcutus Chongzhou, 1996
- Lithobius femorosulcatus Eason, 1986
- Lithobius ferganensis (Trotzina, 1894)
- Lithobius fissuratus Attems, 1934
- Lithobius forficatus (Linnaeus, 1758)
- Lithobius fossipes Brölemann, 1922
- Lithobius foviceps Muralevitch, 1926
- Lithobius franciscorum Dányi & Tuf, 2012
- Lithobius franzi Attems, 1949
- Lithobius fugax Stuxberg, 1876
- Lithobius fuscus Attems, 1953
- Lithobius gantoensis Takakuwa, 1949
- Lithobius georgescui Negrea & Matic, 1973
- Lithobius gerstfeldtii Sseliwanoff, 1881
- Lithobius giganteus Sseliwanoff, 1881
- Lithobius glacialis Verhoeff, 1937
- Lithobius glenniei (Larwood, 1946)
- Lithobius gomerae Eason, 1985
- Lithobius gracilis Meinert, 1872
- Lithobius grandiporosus Verhoeff, 1937
- Lithobius guadarramus Matic, 1968
- Lithobius guatemalae Brölemann, 1900
- Lithobius haarlovi Eason, 1986
- Lithobius hadzii Matic & Darabantu, 1968
- Lithobius hakui Takakuwa, 1939
- Lithobius hardyi Chamberlin, 1946
- Lithobius hauseri (Dobroruka, 1965)
- Lithobius hawaiiensis Silvestri, 1904
- Lithobius helvolus Attems, 1951
- Lithobius henroti Demange, 1955
- Lithobius hirsutipes Eason, 1989
- Lithobius hispanicus Meinert, 1872
- Lithobius holstii (Pocock, 1895)
- Lithobius holzingeri Bollman, 1887
- Lithobius homolaci (Dobroruka, 1971)
- Lithobius honestus Attems, 1938
- Lithobius hummeli Verhoeff, 1933
- Lithobius hypogeus Chamberlin, 1940
- Lithobius icis Zalesskaja, 1978
- Lithobius ignotus Muralevitch, 1906
- Lithobius inaequidens Attems, 1951
- Lithobius inermis L. Koch, 1856
- Lithobius inexpectatus Matic, 1962
- Lithobius infossus Silvestri, 1894
- Lithobius ingrediens Silvestri, 1935
- Lithobius inquirendus Attems, 1951
- Lithobius insolens Dányi & Tuf, 2012
- Lithobius insolitus Eason, 1993
- Lithobius integer (Chamberlin, 1958)
- Lithobius integrior (Chamberlin, 1952)
- Lithobius intermissus Chamberlin, 1952
- Lithobius intermontanus Chamberlin, 1902
- Lithobius invadens Silvestri, 1947
- Lithobius iranicus Attems, 1951
- Lithobius irikensis (Chamberlin, 1958)
- Lithobius irregularis Takakuwa, 1949
- Lithobius ispartensis Zapparoli, 1999
- Lithobius japonicus (Shinohara, 1972)
- Lithobius javanicus (Zalesskaja, 1978)
- Lithobius jeanneli Matic, 1958
- Lithobius jorbai Serra, 1977
- Lithobius jordanensis (Negrea & Matic, 1993)
- Lithobius jugoslavicus (Hoffer, 1937)
- Lithobius jugoslavicus Matic & Darabantu, 1968
- Lithobius juniperius Zalesskaja, 1978
- Lithobius jurinici Matic & Golemansky, 1965
- Lithobius kansuanus Verhoeff, 1933
- Lithobius karamani Verhoeff, 1937
- Lithobius kastamonuensis Matic, 1983
- Lithobius kempi Silvestri, 1917
- Lithobius kessleri Sseliwanoff, 1881
- Lithobius ketmenensis Farzalieva, 2006
- Lithobius kiayiensis Wang, 1959
- Lithobius kojimai (Ishii, 1988)
- Lithobius koreanus (Paik, 1961)
- Lithobius krali (Dobroruka, 1979)
- Lithobius kurchevae (Zalesskaja, 1978)
- Lithobius laccatus Attems, 1951
- Lithobius lagrecai Matic, 1962
- Lithobius lakatnicensis Verhoeff, 1926
- Lithobius lapadensis Verhoeff, 1900
- Lithobius lapidicola Meinert, 1872
- Lithobius latro Meinert, 1872
- Lithobius lenkoranicus (Zalesskaja, 1976)
- Lithobius libanicus Matic, 1967
- Lithobius liber Lignau, 1903
- Lithobius lineatus Takakuwa, 1939
- Lithobius litoralis Muralevitch, 1906
- Lithobius lobifer (Chamberlin, 1952)
- Lithobius loeiensis Eason, 1986
- Lithobius longiscissus Serra, 1987
- Lithobius loricatus Sseliwanoff, 1881
- Lithobius lorioli Demange, 1962
- Lithobius lucifugus L. Koch, 1862
- Lithobius lusitanus Verhoeff, 1925
- Lithobius luteus Loksa, 1948
- Lithobius macilentus L. Koch, 1862
- Lithobius macrocentrus Attems, 1949
- Lithobius maculatus (Matic, 1957)
- Lithobius magnificus Trotzina, 1895
- Lithobius magnitergiferous Chongzhou, 1996
- Lithobius magurensis Dobroruka, 1971
- Lithobius mandschreiensis Takakuwa, 1939
- Lithobius manicastrii Zapparoli, 1999
- Lithobius marcuzzii Matic, 1975
- Lithobius martensi Eason, 1989
- Lithobius materiatus Silvestri, 1936
- Lithobius matulici Verhoeff, 1899
- Lithobius mauritianus (Verhoeff K.W., 1939)
- Lithobius maximovici Folkmanová, 1946
- Lithobius melanops Newport, 1845
- Lithobius memorabilis Attems, 1951
- Lithobius mesechinus Chamberlin, 1903
- Lithobius mexicanus Perbosc, 1839
- Lithobius michoacanus Chamberlin, 1942
- Lithobius microcephalus Sseliwanoff, 1880
- Lithobius microdon Latzel, 1886
- Lithobius micropodus (Matic, 1980)
- Lithobius microps Meinert, 1868
- Lithobius minellii Matic & Darabantu, 1971
- Lithobius minimus L. Koch, 1862
- Lithobius minor (Takakuwa, 1942)
- Lithobius minorniha (Zalesskaja, 1978)
- Lithobius mistinensus (Ishii & Tamura, 1994)
- Lithobius moananus (Chamberlin, 1926)
- Lithobius modicus Attems, 1938
- Lithobius moellensis Verhoeff, 1940
- Lithobius mollis (Chamberlin, 1952)
- Lithobius molophai Restivo de Miranda, 1978
- Lithobius mongolellus Loksa, 1978
- Lithobius mongolomedius Loksa, 1978
- Lithobius mononyx Latzel, 1888
- Lithobius montanus (Ishii & Tamura, 1994)
- Lithobius motasi Matic, 1968
- Lithobius mroczkowskii Matic, 1970
- Lithobius mucronatus Verhoeff, 1937
- Lithobius multidens Demange, 1958
- Lithobius multispinosus Eason, 1989
- Lithobius muminabadicus (Zalesskaja, 1978)
- Lithobius mutabilis L. Koch, 1862
- Lithobius muticus C.L. Koch, 1847
- Lithobius mystecus Humbert & Saussure, 1869
- Lithobius nasuensis (Shinohara, 1987)
- Lithobius navarricus Matic, 1959
- Lithobius nepalensis Eason, 1989
- Lithobius nickii Verhoeff, 1937
- Lithobius nidicolens (Chamberlin, 1938)
- Lithobius niger Muralevitch, 1926
- Lithobius niger Takakuwa, 1941
- Lithobius nigripalpis L. Koch, 1867
- Lithobius nigrocullis Folkmanová, 1928
- Lithobius nihamensis (Murakami, 1960)
- Lithobius nikkonus (Ishii & Tamura, 1994)
- Lithobius nocellensis Verhoeff, 1943
- Lithobius noctivagus Serra, 1983
- Lithobius nodulipes Latzel, 1880
- Lithobius nordenskioldii Stuxberg, 1876
- Lithobius nudus (Matic, 1976)
- Lithobius nunomurai (Ishii, 1995)
- Lithobius nuragicus Zapparoli, 1997
- Lithobius oblivus (Chamberlin, 1952)
- Lithobius obscurus Meinert, 1872
- Lithobius obtusus (Takakuwa, 1941)
- Lithobius oglednicus Ribarov, 1987
- Lithobius okinawensis Takakuwa, 1941
- Lithobius ongi Takakuwa, 1939
- Lithobius opinatus (Zalesskaja, 1978)
- Lithobius orghidani Matic & Negrea, 1966
- Lithobius orientalis Attems, 1953
- Lithobius orientalis (Matic, 1973)
- Lithobius orientalis Sseliwanoff, 1880
- Lithobius osellai Matic, 1968
- Lithobius ostiacorum Stuxberg, 1876
- Lithobius otasanus Takakuwa, 1941
- Lithobius pachymerus Attems, 1938
- Lithobius pacificus (Matic, 1973)
- Lithobius paghmanensis Eason, 1986
- Lithobius palmarum Verhoeff, 1934
- Lithobius pamukkalensis Matic, 1980
- Lithobius pappi Eason, 1986
- Lithobius paradoxus Stuxberg, 1875
- Lithobius parietum Verhoeff, 1899
- Lithobius parvicornis (Porat, 1893)
- Lithobius parvus Folkmanová, 1946
- Lithobius pasquinii Matic, 1967
- Lithobius patonius Chamberlin, 1911
- Lithobius pauciocullatus (Matic & Laslo, 1980)
- Lithobius paucispinus (Matic, 1976)
- Lithobius pectinatus Takakuwa, 1939
- Lithobius pedemontanus Matic & Darabantu, 1971
- Lithobius pedisulcus Serra, 1977
- Lithobius peggauensis Verhoeff, 1937
- Lithobius pelidnus Haase, 1880
- Lithobius peregrinus Latzel, 1880
- Lithobius persicus Pocock, 1899
- Lithobius phulchokensis Eason, 1989
- Lithobius piceus L. Koch, 1862
- Lithobius pilicornis Newport, 1844
- Lithobius pilosus Am Stein, 1857
- Lithobius pinetorum Harger, 1872
- Lithobius plesius (Chamberlin, 1952)
- Lithobius polyodontus Attems, 1951
- Lithobius porathi Sseliwanoff, 1881
- Lithobius portchinskii Sseliwanoff, 1881
- Lithobius potanini Sseliwanoff, 1881
- Lithobius praeditus Zalesskaja, 1975
- Lithobius primrosus (Ishii & Tamura, 1994)
- Lithobius princeps Stuxberg, 1876
- Lithobius proximus Sseliwanoff, 1880
- Lithobius proximus Matic & Golemansky, 1967
- Lithobius punctulatus C.L. Koch, 1847
- Lithobius purkynei Dobroruka, 1957
- Lithobius purpureus (Takakuwa, 1938)
- Lithobius pustulatus Matic, 1964
- Lithobius pygmaeus Latzel, 1880
- Lithobius pygmaeus Sseliwanoff, 1880
- Lithobius pyrenaicus Meinert, 1872
- Lithobius quadricalcaratus Eason, 1993
- Lithobius quartocomma Verhoeff, 1900
- Lithobius racovitzai Matic, 1958
- Lithobius raffaldii Iorio, 2009
- Lithobius ramulosus (Takakuwa, 1941)
- Lithobius rapax Meinert, 1872
- Lithobius rarihirsutipes Chongzhou, 1996
- Lithobius readae Eason, 1997
- Lithobius reconditus Zalesskaja, 1972
- Lithobius rectus (Chamberlin, 1952)
- Lithobius reiseri Verhoeff, 1900
- Lithobius remyi Jawlowski, 1933
- Lithobius rhiknus Attems, 1951
- Lithobius rhysus Attems, 1934
- Lithobius ribauti Chalande, 1907
- Lithobius riedeli Matic, 1970
- Lithobius rizensis Zapparoli, 1999
- Lithobius romanus Meinert, 1872
- Lithobius rufus Muralevitch, 1926
- Lithobius rushovensis Matic, 1967
- Lithobius rylaicus Verhoeff, 1937
- Lithobius sachalinus Verhoeff, 1937
- Lithobius sakayorii (Ishii, 1990)
- Lithobius salicis Verhoeff, 1925
- Lithobius sardous Silvestri, 1897
- Lithobius sardus Manfredi, 1956
- Lithobius sasanus (Murakami, 1965)
- Lithobius saussurei Stuxberg, 1875
- Lithobius sbordonii Matic, 1967
- Lithobius schubarti Demange, 1959
- Lithobius schuleri Verhoeff, 1925
- Lithobius sciticus Prunescu, 1965
- Lithobius scotophilus Latzel, 1897
- Lithobius sectilis (Zalesskaja, 1976)
- Lithobius separatus Verhoeff, 1943
- Lithobius sexustumidus Eason & Serra, 1981
- Lithobius shaferi Verhoeff, 1942
- Lithobius shawalleri Eason, 1989
- Lithobius shikokensis Murakami, 1960
- Lithobius sibiricus Gerstfeldt, 1858
- Lithobius silvivagus Verhoeff, 1925
- Lithobius simplex Folkmanová, 1946
- Lithobius simplicior (Chamberlin, 1952)
- Lithobius simplicior (Verhoeff, 1943)
- Lithobius simplis Farzalieva, 2006
- Lithobius sinensis (Chamberlin, 1930)
- Lithobius siopius (Chamberlin & Wang, 1952)
- Lithobius sivasiensis (Matic, 1983)
- Lithobius skelicus Zalesskaja, 1963
- Lithobius sketi Matic & Darabantu, 1968
- Lithobius slovenicus Matic, 1979
- Lithobius sociellus (Chamberlin, 1955)
- Lithobius sokkriensis Paik, 1963
- Lithobius songi Ma, Pei, Shi, Wu & Zhou, 2011
- Lithobius sotshiensis Verhoeff, 1937
- Lithobius speleovolcanus Serra, 1984
- Lithobius speluncarum Fanzago, 1877
- Lithobius sphactes Crabill, 1958
- Lithobius sphinx (Verhoeff, 1941)
- Lithobius spinipes Say, 1821
- Lithobius stammeri Verhoeff, 1939
- Lithobius starlingi (Causey, 1942)
- Lithobius stejnegeri (Bollman, 1893)
- Lithobius strandzanicus (Ribarov, 1987)
- Lithobius striatus Muralevitch, 1926
- Lithobius stuxbergii Sseliwanoff, 1881
- Lithobius stygius Latzel, 1880
- Lithobius subdivisus (Takakuwa, 1941)
- Lithobius subterraneus Matic, 1962
- Lithobius subtilis Latzel, 1880
- Lithobius sulcifemoralis Takakuwa, 1949
- Lithobius sulcipes (Attems, 1927)
- Lithobius sunagawai (Ishii, 1993)
- Lithobius svenhedini Verhoeff K.W., 1933
- Lithobius tactus Silvestri, 1917
- Lithobius taczanowski Sseliwanoff, 1881
- Lithobius tahirensis Matic, 1983
- Lithobius takahagiensis (Ishii, 1991)
- Lithobius takashimai Murakami, 1963
- Lithobius tamurai (Ishii, 1991)
- Lithobius tarbagataicus Farzalieva, 2006
- Lithobius tatricus Dobroruka, 1958
- Lithobius teldanensis (Negrea & Matic, 1996)
- Lithobius tenebrosus Meinert, 1872
- Lithobius teneriffae Latzel, 1895
- Lithobius tenuicornis Verhoeff, 1937
- Lithobius tiasnatensis Matic, 1973
- Lithobius tibialis Takakuwa, 1941
- Lithobius tibiosetosus Eason, 1986
- Lithobius tibiotenuis Eason, 1989
- Lithobius tibiustumidus Eason, 1989
- Lithobius tidissimus (Chamberlin, 1952)
- Lithobius toltecus Humbert & Saussure, 1869
- Lithobius totevi Kaczmareck, 1975
- Lithobius trebinjanus Verhoeff, 1900
- Lithobius tricalcaratus (Attems, 1909)
- Lithobius trichopus Takakuwa, 1939
- Lithobius tricuspis Meinert, 1872
- Lithobius trinacrius Verhoeff, 1925
- Lithobius troglodytes Latzel, 1886
- Lithobius troglomontanus (Folkmanová, 1940)
- Lithobius tuberculatus (Murakami, 1965)
- Lithobius tuberculipes (Folkmanová, 1958)
- Lithobius tuberofemoratus Farzalieva, 2006
- Lithobius tylopus Latzel, 1882
- Lithobius typhlus Latzel, 1886
- Lithobius uludagensis Matic, 1983
- Lithobius uniunguis Matic & Golemansky, 1967
- Lithobius uralensis (Farzalieva, 2004)
- Lithobius urbanus (Chamberlin, 1944)
- Lithobius vagabundus Stuxberg, 1876
- Lithobius valesiacus Verhoeff, 1935
- Lithobius validus Meinert, 1872
- Lithobius variegatus Leach, 1814
- Lithobius varius C.L. Koch, 1847
- Lithobius venatoriformis Muralevitch, 1914
- Lithobius verrucifer Muralevitch, 1926
- Lithobius vinciguerrae Silvestri, 1895
- Lithobius vinosus (Fanzago, 1874)
- Lithobius viriatus Sseliwanoff, 1880
- Lithobius vivesi Serra, 1983
- Lithobius vizicae (Ribarov, 1987)
- Lithobius waldeni Eason, 1985
- Lithobius wardaranus (Verhoeff, 1937)
- Lithobius watanabei (Ishii, 2002)
- Lithobius watovius Chamberlin, 1911
- Lithobius weyrauchi (Turk, 1955)
- Lithobius worogowensis Eason, 1976
- Lithobius yasunorii (Ishii & Tamura, 1994)
- Lithobius yuraensis (Ishii, 2000)
- Lithobius zelazovae Kaczmareck, 1975
- Lithobius zeylanus (Chamberlin, 1952)
- Lithobius zveri (Matic & Stenzer, 1977)